# 赞布罗福尔斯 (明尼苏达州)
44°17′N 92°25′W / 44.283°N 92.417°W
赞布罗福尔斯（Zumbro Falls）是位于美国明尼苏达州东部瓦巴肖县赞布罗河畔的一座城市，面积1.2平方公里。根据2000年美国人口普查，共有人口177人。